# Breslauer Ruder Verein Wratislavia
Breslauer Ruder Verein „Wratislavia” (pol. Wrocławskie Towarzystwo Wioślarskie „Wratislavia”) – niemiecki klub wioślarski z siedzibą we Wrocławiu,  założony w 1878, rozwiązany po II wojnie światowej. Jeden z najstarszych klubów sportowych w mieście.

## Historia

### Okres do końca I wojny
Klub powstał w wyniku podziału Erste Breslauer Ruder-Verein w roku 1878. Pierwsza, pływająca przystań (hangar zbudowany na barce) zacumowana była przy Moście Lessinga. W nocy z 23/24 czerwca 1883 roku powódź porwała barkę z łódkami i uszkodziła ją o pobliski most. W związku z tym, rok później zdjęto hangar z uszkodzonej barki i posadowiono go na stałym lądzie – przy ulicy Na Grobli 9 (obecnie ul. Na Grobli 30-32). W klubie nie tylko trenowano wioślarstwo, ale też uczono pływania i uprawiano sporty zimowe. Poza sezonem wioślarskim przystań była miejscem koncertów i wieczorów klubowych połączonych z tańcami. Corocznie urządzano wielki bal kostiumowy. 
W roku 1891 wybudowano nową przystań – budynek murowany zaprojektowany przez architekta Koehlera. Na parterze znajdowały się pomieszczenia pomocnicze, na piętrze reprezentacyjna sala klubowa, a na poddaszu pokoje klubowe. Łodzie przechowywane były w hangarze usytuowanym w przyziemiu. 
Kolejna, trzecia przystań, została wybudowana w 1910 roku według projektu C. Helbiga. W nowym, okazałym budynku w przyziemiu znajdował się basen wioślarski, na parterze pomieszczenia zarządu, na pierwszym piętrze sala reprezentacyjna, recepcja oraz pokój gier i pokój wypoczynkowy dla kobiet. Na drugim piętrze znajdowały się pokoje gościnne. Na dziedzińcu budynku zbudowano kręgielnię. Uroczystego otwarcia dokonał książę Fryderyk Wilhelm, następca tronu Prus. On też został honorowym przewodniczącym RV Wratislavia, co znacząco podniosło prestiż klubu.  
W roku 1912 klub odniósł największy swój sukces sportowy przed I wojną światową – jedynkarz Martin Stahnke, wystartował w Igrzyskach Olimpijskich w Sztokholmie.

### Galeria zdjęć – okres do 1918

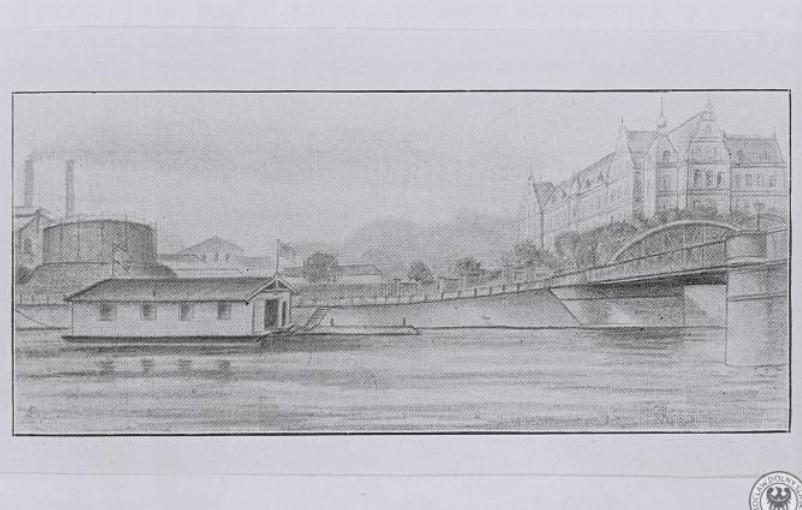
Pierwsza przystań (pływająca) w 1883.
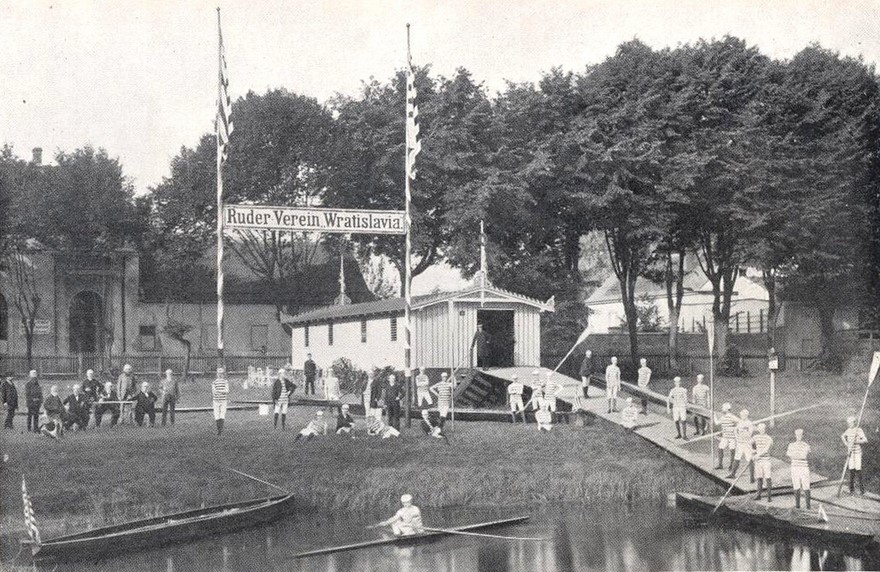
Pierwsza przystań po osadzeniu na lądzie w 1884.
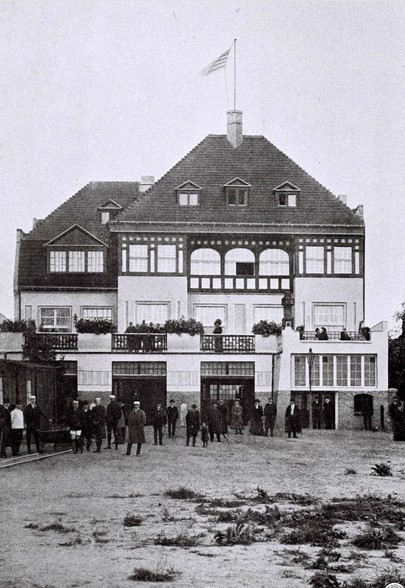
Trzecia przystań po jej otwarciu w 1910.
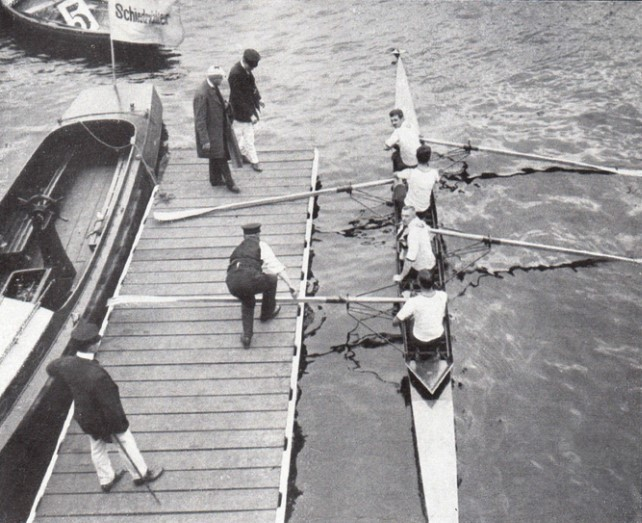
Klubowa czwórka bez sternika podczas regat, 1911.

### Okres dwudziestolecia międzywojennego
Po krótkiej przerwie związanej z I wojną światową RV Wratislavia wznowiła działalność. 
W latach 20. była dużym, silnym klubem, o czym może świadczyć jego liczebność (w 1920 roku liczył aż 600 członków) oraz wygrana w Mistrzostwach Niemiec w 1925 roku w prestiżowej konkurencji ósemki. 
Pod koniec lat 30. klub odnosił liczne sukcesy na mistrzostwach Niemiec, a klubowa czwórka ze sternikiem została w roku 1938 Mistrzami Europy. 

### II wojna i zakończenie działalności
Pomimo rozpoczęcia II wojny światowej, w okresie 1939-1944 klub kontynuował działalność sportową, odnosząc dalsze sukcesy na arenie krajowej.
Kres istnienia towarzystwa nastał po II wojnie światowej – w związku z wysiedleniem Niemców z Polski po roku 1945.

### Galeria zdjęć okres do 1919-1945

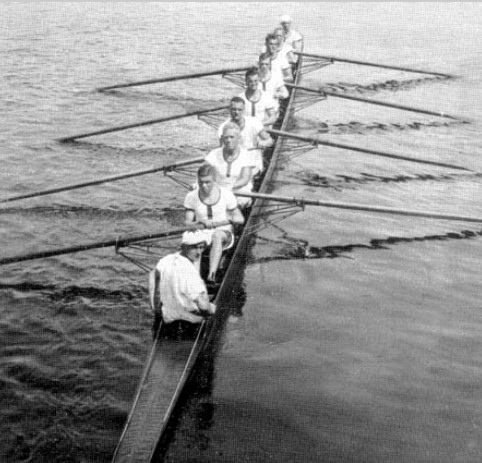
Ósemka RV Wratislavia – Mistrzowie Niemiec 1925
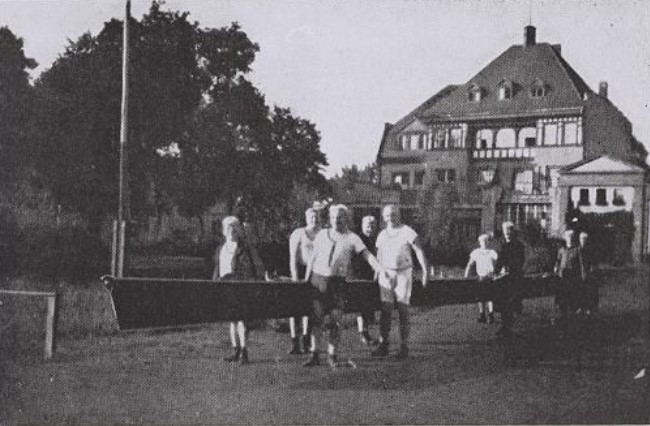
Ósemka przed przystanią w 1930.
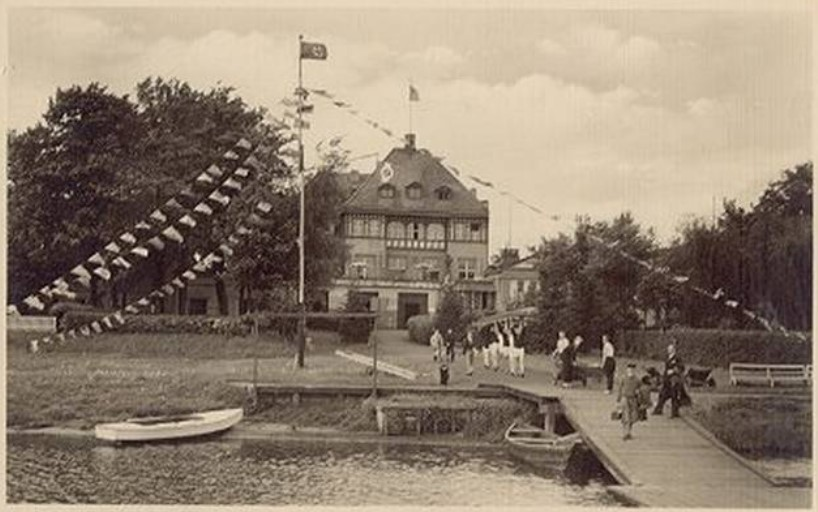
Przystań w czasach hitlerowskich.
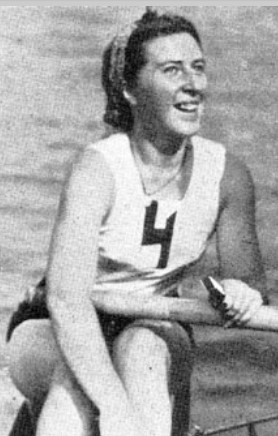
Susi Foglar – Mistrzyni Niemiec w 1943

## Osiągnięcia sportowe
RV Wratislavia był przed II wojną światową najsilniejszym wrocławskim klubem wioślarskim. Jego zawodnicy liczyli się nie tylko w rywalizacji lokalnej, lecz również na arenie krajowej – zdobywając medale na mistrzostwach Niemiec. Największym sukcesem był jednak złoty medal Mistrzostw Europy z 1938 klubowej czwórki ze sternikiem oraz udział jedynkarza w igrzyskach olimpijskich.

### Najwybitniejsi zawodnicy

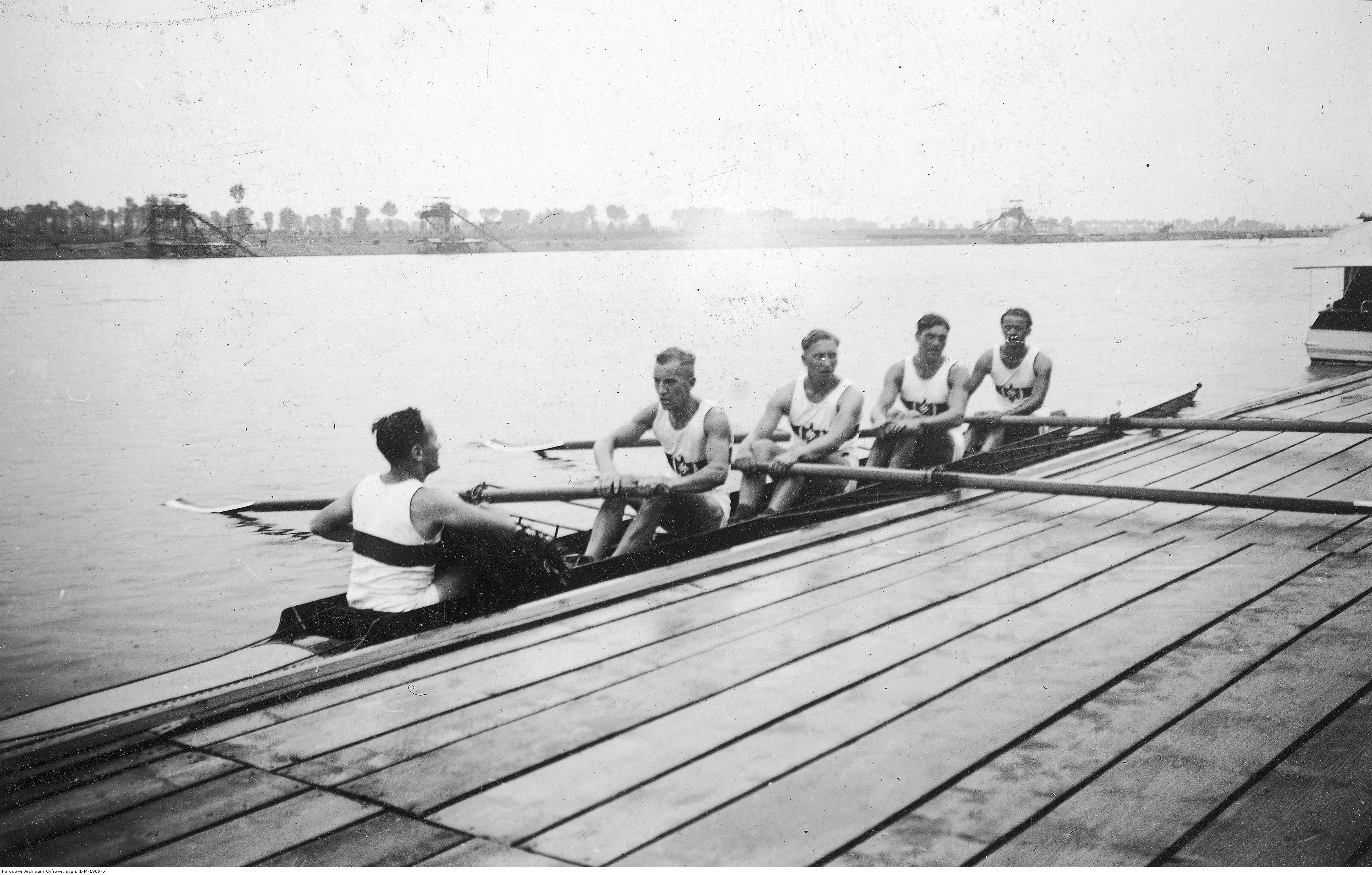
Klubowa czwórka ze sternikiem, Mistrzowie Europy w 1938

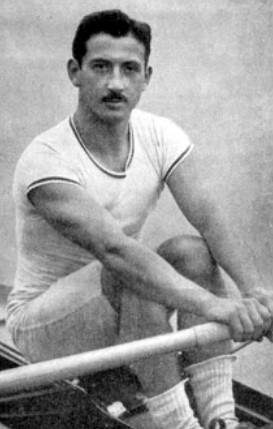
Martin Stahnke - olimpijczyk z 1912

Ulrich Kleiner, Heinz Lückenga, Walter Gotthardt, Paul Jung oraz sternik Fritz Bauer – zawodnicy czwórki ze sternikiem, mistrzowie Europy i Niemiec. Ich sukcesy:
- 1938 – Mistrzostwa Europy, Mediolan – złoty medal,
- 1938 – Mistrzostwa Niemiec, Heilbronn – złoty medal.

Martin Stahnke – jedynkarz, olimpijczyk. Podczas reprezentowania RV Wratislavia odniósł następujące sukcesy:
- 1912 –  Letnie Igrzyska Olimpijskie 1912, Sztokholm – odpadł w ćwierćfinale,
- 1910 – Mistrzostwa Niemiec, Monachium – brązowy medal,
- 1911 – Mistrzostwa Niemiec, Berlin – brązowy medal,
- wcześniej jako zawodnik Berliner Ruder-Club, zdobył brązowy medal w dwójkach bez sternika na Igrzyskach Olimpijskich w 1908.

Klubowa ósemka z 1925 – Richard Kentsch, Hans Mosch, Ullrich Safft, Johannes Dressler, Max Seeling, Dr. Gustav Brantin, Fritz Weber, Karl Blasig, sternik Walter Schuppe:
- 1925 – Mistrzostwa Niemiec, Hanower – złoty medal[8].

Susi Folgar – mistrzyni Niemiec. Jako zawodniczka RV Wratislavia, odniosła następujący sukces:
- 1943 – Mistrzostwa Niemiec, Berlin – jedynka – złoty medal,
- wcześniej, w barwach Brünner RC Brno, niemieckiego klubu w okupowanej Czechosłowacji, wicemistrzyni Niemiec w jedynkach w 1941 i 1942[9].

## Ciekawostki
Przystań RV Wratislavia przetrwała II wojnę w stanie pozwalającym polskim wioślarzom na jej remont i dalsze użytkowanie. Do roku 1986 korzystała z niego sekcja wioślarska Juwenii Wrocław.
W drugiej dekadzie XXI wieku – po wieloletnim remoncie zdewastowanego budynku – siedzibę znaleźli tam wioślarze AZS Politechnika Wrocław. W roku 2015 klub ten zmienił nazwę na AZS Wratislavia, co stanowi nawiązanie do wielokulturowej historii Wrocławia i wioślarskich poprzedników. 